# Târlele, Buzău
Târlele este un sat în comuna Cochirleanca din județul Buzău, Muntenia, România. Se află în sudul acesteia.

## Poziție geografică
Satul Târlele este situat în Comuna Cochirleanca din estul județului Buzău, la o altitudine de 87 metri, față de nivelul mării. Se află aproximativ la 45 grade și 11 minute latitudine nordică și 27 grade, 1 minut longitudine estică. 
Accesul se face pornind din satul Boboc, pe drumul comunal pietruit nr. 14, pe o distanță de 4 km.

## Etimologie
Denumirea satului are legătură cu stânele care existau aici înainte de construirea primei case (târlă = stână).

## Demografie
Satul are 63 locuitori, din care 42 bărbați și 21 femei.Toți sunt de etnie română și de religie ortodoxă.

## Cultură și educație
Nu există biserică și nici cimitir, oamenii mergând la biserica din Boboc. Chiar și morții îi îngroapă tot la Boboc. În sat funcționează o școală I-IV, cu un singur învățător, cu predare simultană. În anul școlar 2008 - 2009 aici au învățat 5 elevi, 3 la clasa I, 1 la clasa a II-a și unul la clasa a III-a. De la clasa a V-a elevii merg la școala din satul Boboc.

## Economie
Ocupația principală a locuitorilor este agricultura, respectiv cultura cerealelor (grâu și porumb). Se cresc și animale: vaci, oi, porci și păsări. Nu există agenție poștală, nici curse auto care să facă legătura cu alte localități.
Satul beneficiază de alimentare cu energie electrică și telefonie fixă cu antenă.